# حسین کرد (مینودشت)
حسین کرد، روستایی است از توابع بخش مرکزی شهرستان مینودشت در استان گلستان ایران.

## جمعیت
این روستا در دهستان چهل‌چای قرار داشته و بر اساس سرشماری سال ۱۳۸۵ جمعیت آن ۱۵۷ نفر (۴۶ خانوار)
بوده‌است.